# Cheloniidae
Famille
Synonymes
- Carettidae Gray, 1825
- Mydae Ritgen, 1828

Les chéloniidés (Cheloniidae) sont une famille de tortues. Elle comprend six espèces de tortues marines cryptodires.

## Répartition
Ces tortues se rencontrent dans les eaux tropicales et tempérées.

## Description

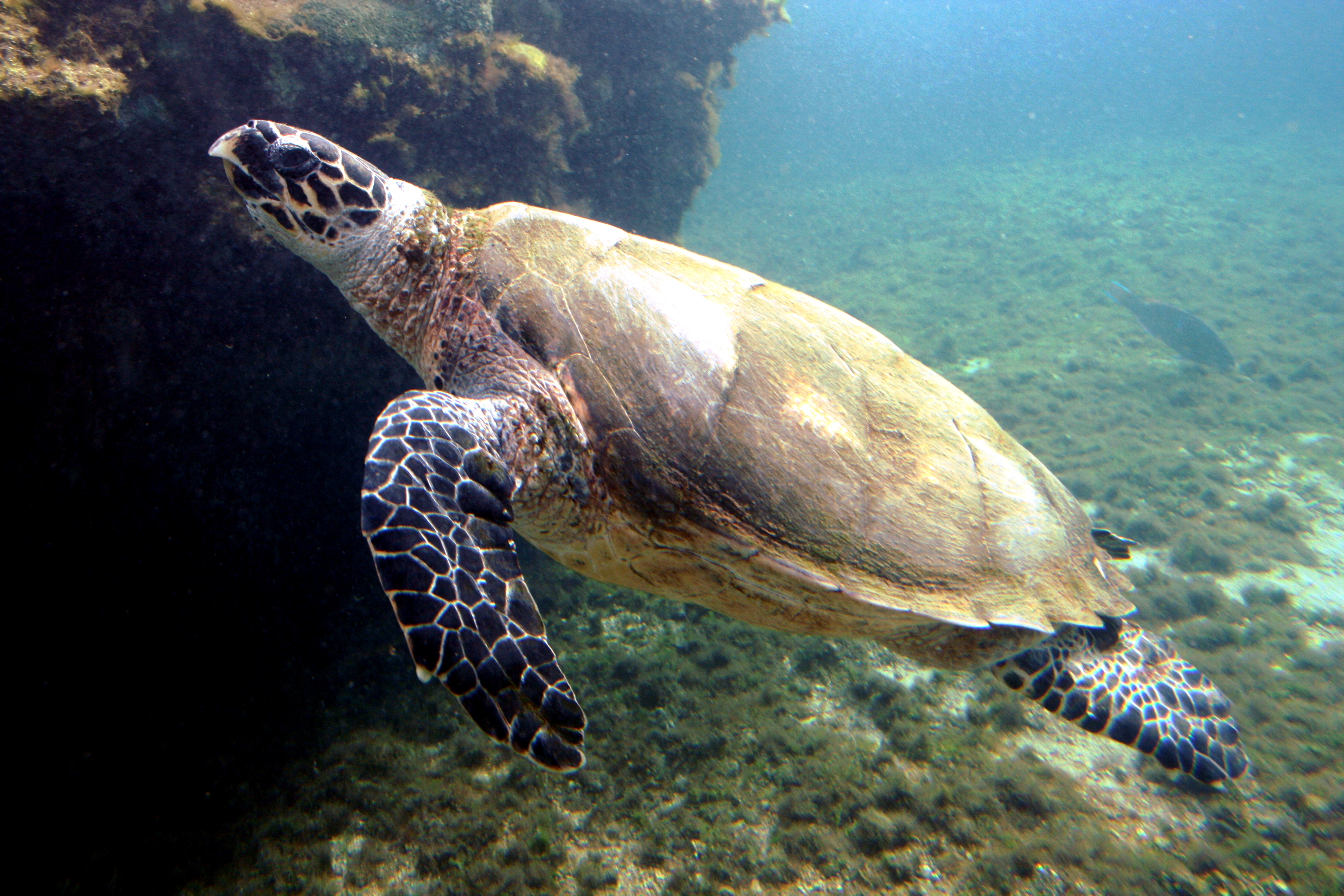
Eretmochelys imbricata

Ces tortues disposent d'une carapace sans carène couverte d'écailles (contrairement à la tortue luth). Elles ont également une ou deux griffes sur les nageoires. 
La tortue imbriquée est soupçonnée de s'hybrider facilement avec d'autres cheloniidea, telles que les caouannes. Certains hybrides trouvés au Brésil ou en Floride sont viables et fertiles car ils existent depuis au moins deux générations,. Un hybride de tortue verte/imbriquée a été découvert au Suriname. 

## Liste des genres
Selon TFTSG (8 janvier 2012) :
- sous-famille Carettinae Gray, 1825
  - genre Caretta Rafinesque, 1814
    - Caretta caretta (Linnaeus, 1758) — tortue caouanne

  - genre Lepidochelys Fitzinger, 1843
    - Lepidochelys kempii (Garman, 1880) — tortue de Kemp
    - Lepidochelys olivacea (Eschscholtz, 1829) — tortue olivâtre
- sous-famille Cheloniinae Oppel, 1811
  - genre Chelonia Brongniart, 1800
    - Chelonia mydas (Linnaeus, 1758) — tortue verte

  - genre Eretmochelys Fitzinger, 1843
    - Eretmochelys imbricata (Linnaeus, 1766) — tortue imbriquée

  - genre Natator McCulloch, 1908
    - Natator depressus (Garman, 1880) — tortue à dos plat

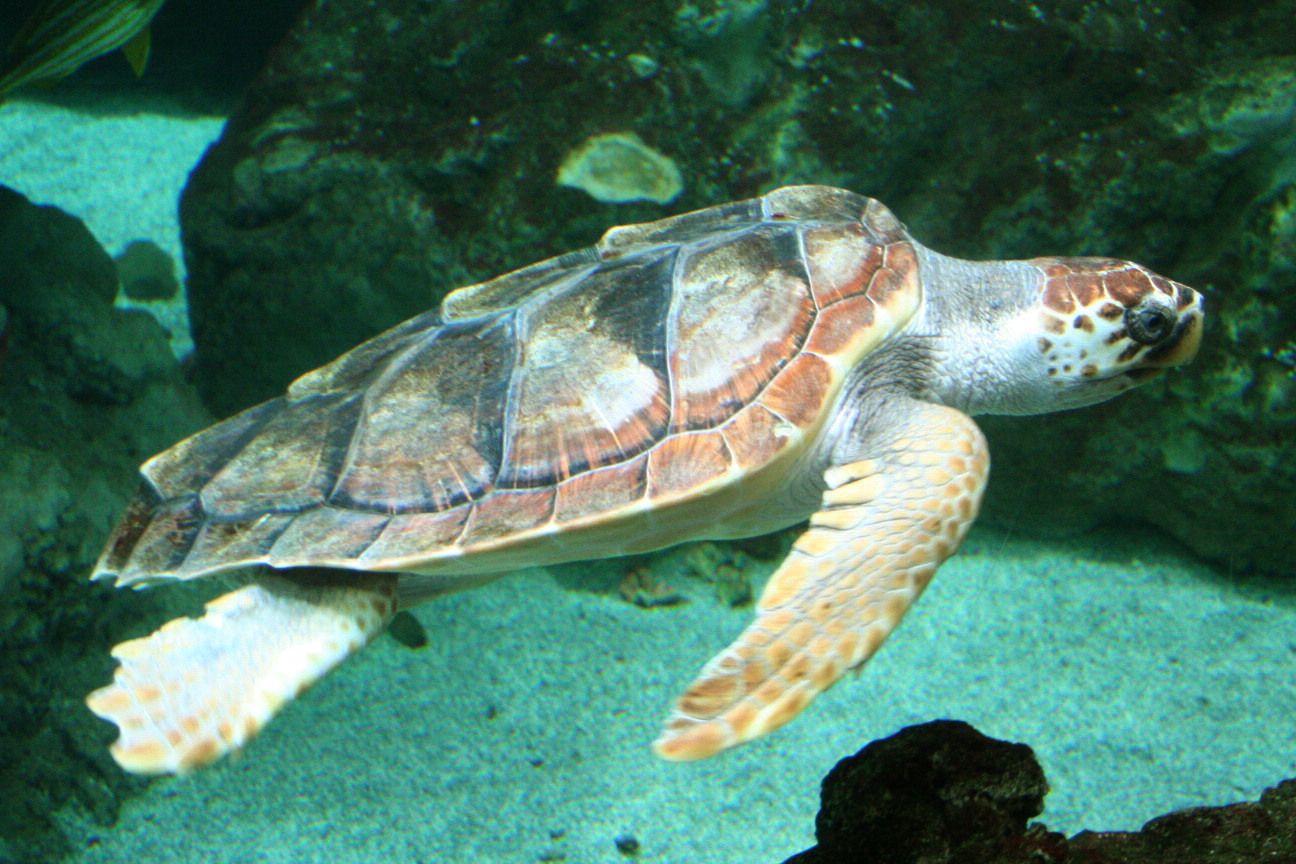
Caouanne
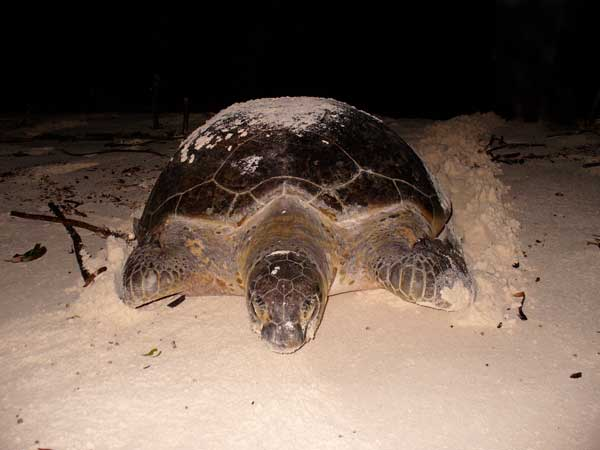
Tortue verte, on l'identifie à ses préfrontales et son écaille nucale
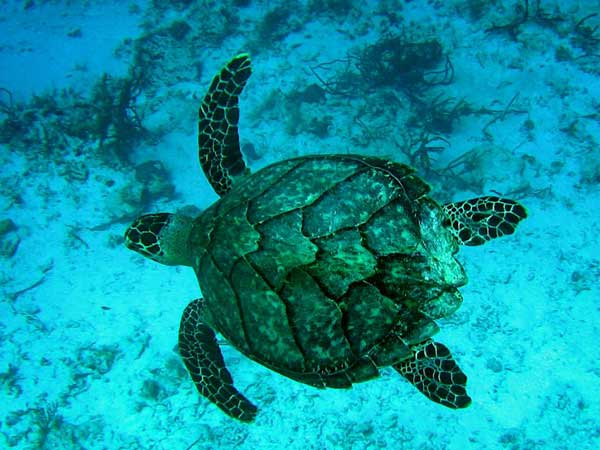
Tortue imbriquée, on voit ses écailles « imbriquées »
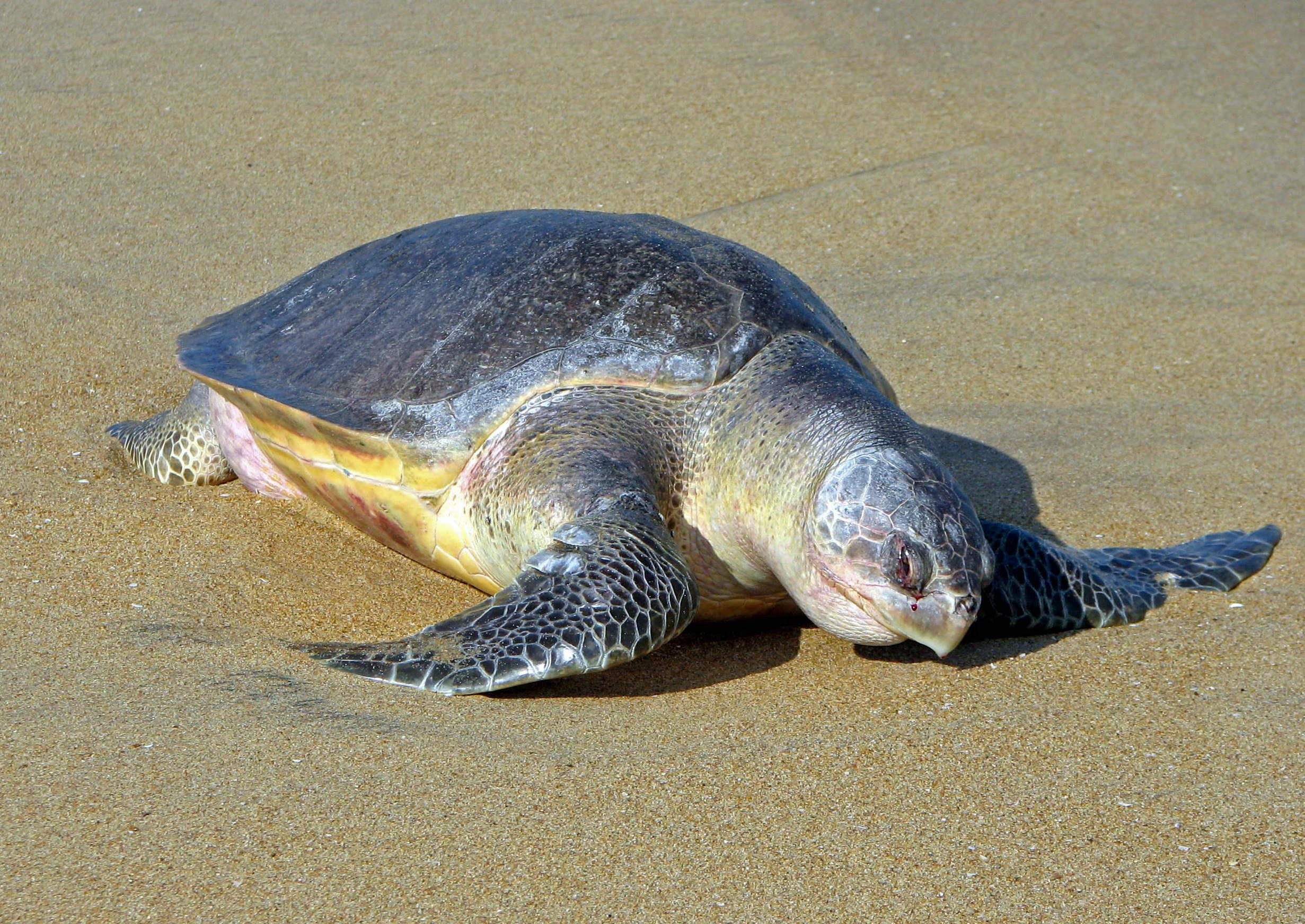
Tortue olivâtre
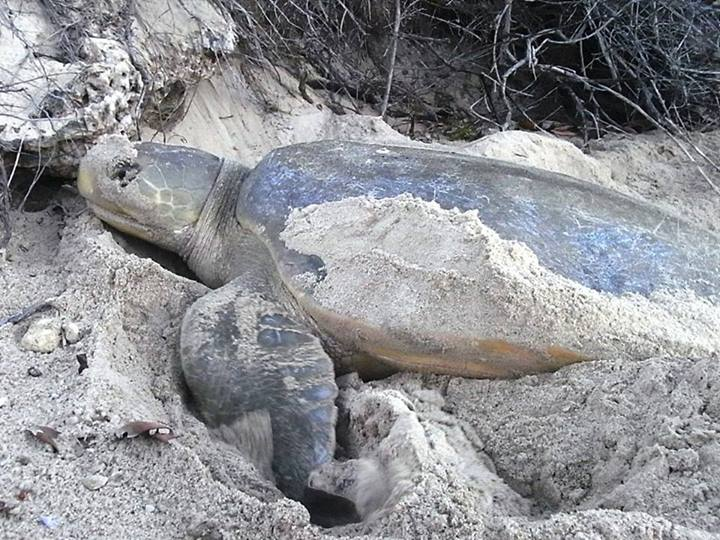
Tortue à dos plat
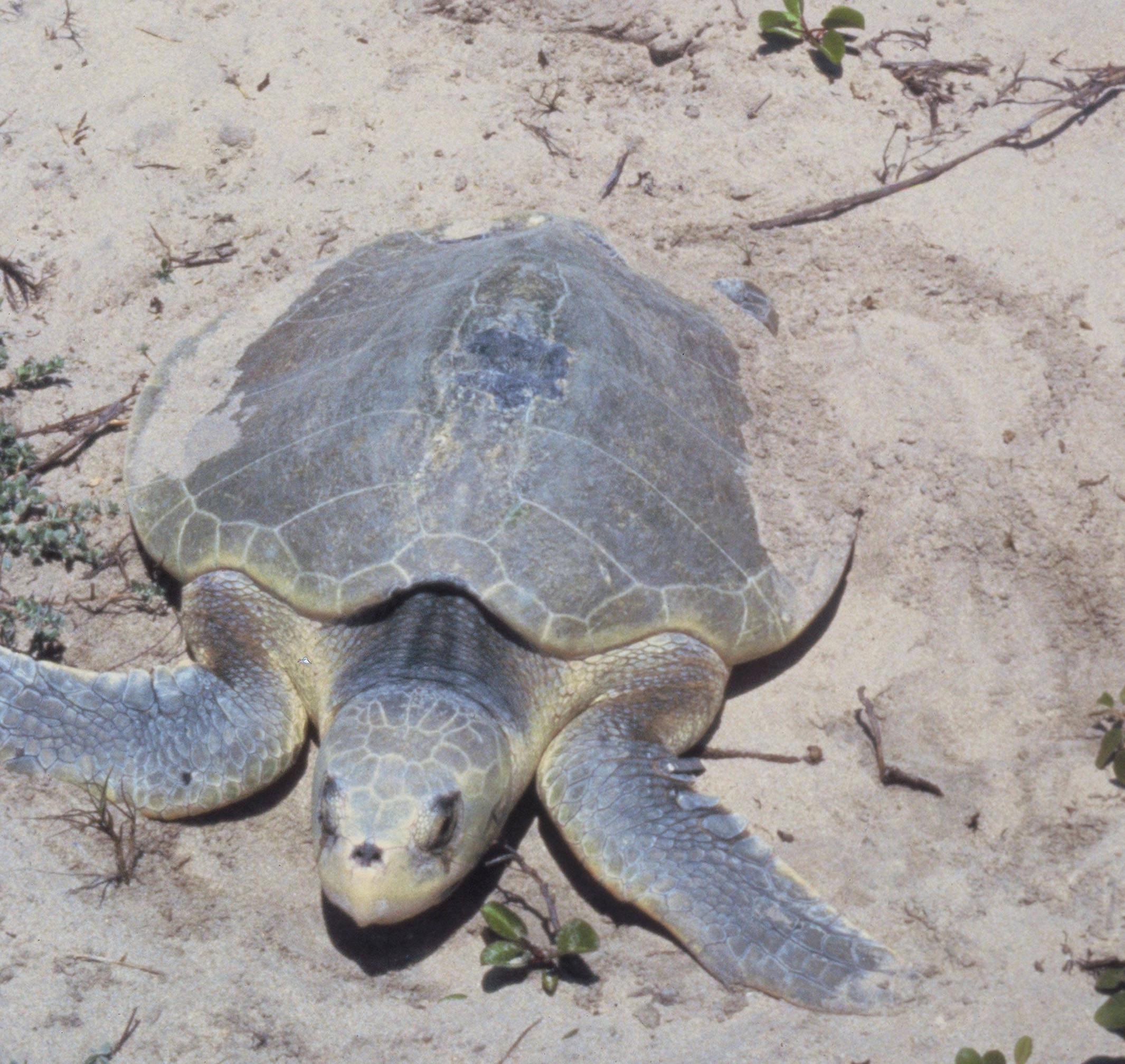
Tortue de Kemp

et les genres fossiles :
- genre †Allopleuron Baur, 1888
- genre †Argillochelys Lydekker, 1889
- genre †Ctenochelys Zangerl, 1953
- genre †Eochelone Dollo, 1903
- genre †Euclastes Cope, 1867
- genre †Glyptochelone Dollo, 1909
- genre †Itilochelys Averianov & Yarkov, 2010
- genre †Peritresius Cope, 1870
- genre †Platychelone Dollo, 1909
- genre †Prionochelys Zangerl, 1953
- genre †Procolpochelys Hay, 1908
- genre †Puppigerus Cope, 1870
- genre †Syllomus Cope, 1896
- genre †Tasbacka Nesov, 1987
- genre †Trachyaspis Meyer, 1843

## Position phylogénétique
Les principaux groupes évolutifs relatifs sont décrits ci-dessous par phylogénie selon Hirayama, 1997, 1998, Lapparent de Broin, 2000, et Parham, 2005 :
```
 --o 
Procoelocryptodira

   |--o 
Chelonioidea
 
Oppel, 1811

   |  |--o
   |  |  |--o †
Toxochelyidae

   |  |  `--o 
Cheloniidae

   |  |     |--o 
Caretta
 
Linné, 1758  

   |  |     |--o 
Natator
 
Garman, 1880

   |  |     `--o Chelonini
   |  |        |--o 
Eretmochelys
 
(Linné, 1758)  

   |  |        `--o
   |  |           |--o 
Lepidochelys
 
Girard, 1858  

   |  |           `--o 
Chelonia
 
Linné, 1758

   |  `--o 
Dermochelyidae
 dont la 
tortue luth

   `--o Chelomacryptodira c'est-à-dire les autres tortues cryptodires
```

## Publication originale
- Oppel, 1811 : Die Ordnungen, Familien und Gattungen der Reptilien, als Prodrom einer Naturgeschichte derselben. J. Lindauer, Munich (texte intégral)